# Gian Simmen
Gian Simmen (n. 19 februarie 1977, Cuira, cantonul Graubünden, Elveția) este un sportiv ce a reprezentat Elveția, medaliat olimpic. A participat la 3 ediții ale Jocurilor Olimpice (1998, 2002, 2006) în care a câștigat o medalie de aur.